# Federazione calcistica di Taipei Cinese
La Federazione calcistica taiwanese (in inglese Chinese Taipei Football Association acronimo CTFA, in cinese 中華民國足球協會) è l'organo che governa il calcio a Taiwan. Pone sotto la propria egida il campionato e la Nazionale taiwanese. Fu fondata nel 1936 ed è affiliata all'AFC e alla FIFA. L'attuale presidente è Lu Kun Shan. La Repubblica di Cina, comunemente denominata Taiwan, per partecipare alle maggiori competizioni sportive internazionali, usa il nome Cina Taipei (meno comunemente, anche se più correttamente Taipei Cinese).